# Shanghai Zhenhua Heavy Industries

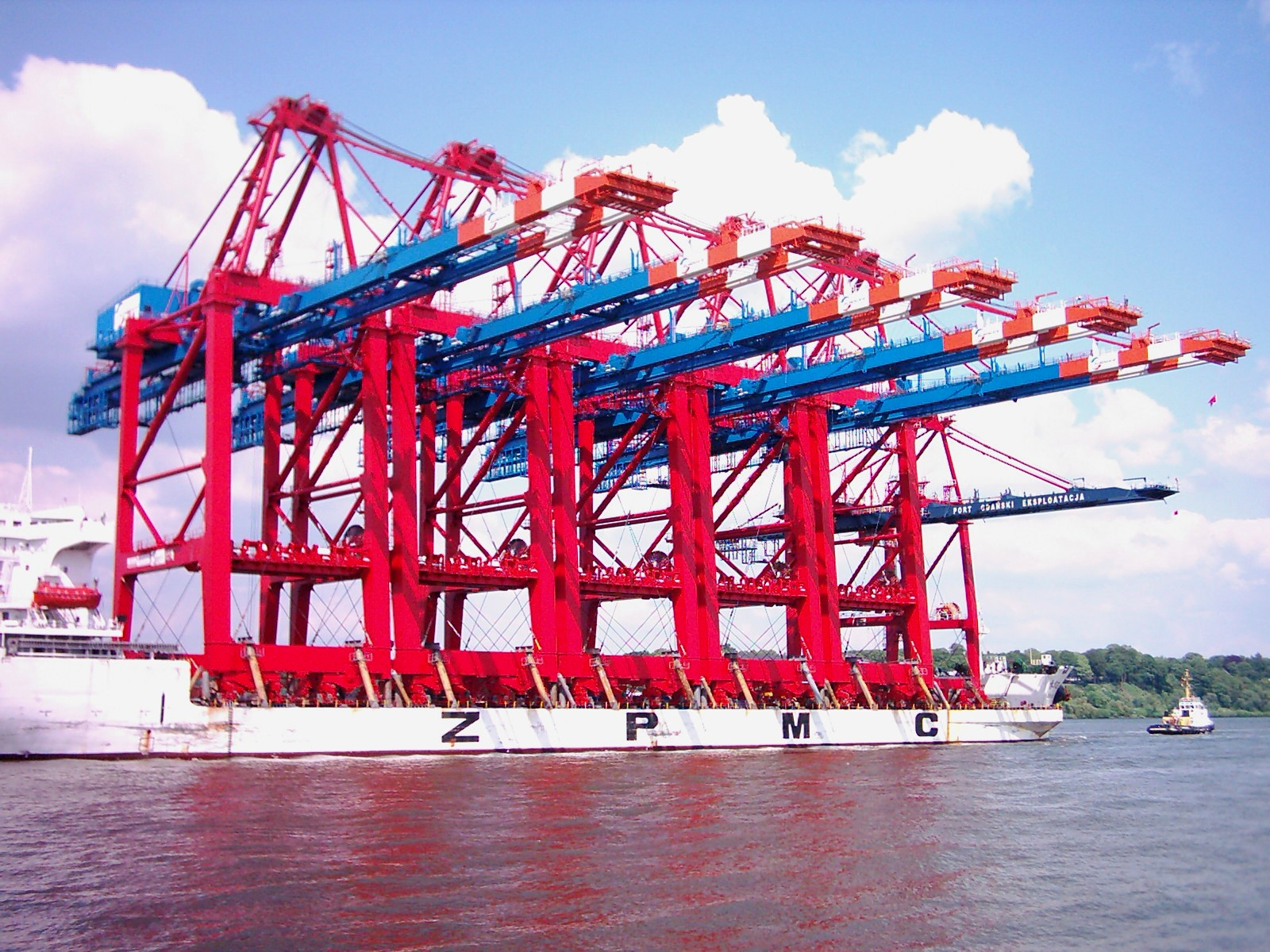
5 ZPMC-Containerbrücken beim Transport

Shanghai Zhenhua Heavy Industries Company Limited (ZPMC, chinesisch 上海振华重工(集团)股份有限公司, früher bekannt als Shanghai Zhenhua Port Machinery Company Limited (chinesisch 上海振华港口机械(集团)股份有限公司)) ist ein chinesisches Staatsunternehmen mit Sitz in Shanghai. Das Unternehmen war im Aktienindex SSE 50 gelistet. ZPMC wurde 1992 gegründet. Das Unternehmen ist der Weltmarktführer bei der Herstellung von Containerbrücken. Die chinesischen Kräne stehen in 120 Welthäfen, 84 Prozent des Umsatzes werden im Ausland gemacht. Das Wachstum lag in den Jahren 2004 bis 2006 bei 310 Prozent. Das Unternehmen ist ein Tochterunternehmen von China Communications Construction Company (CCCC).

## Geschichte
Das Unternehmen wurde 1992 gegründet. Es ist die Tochtergesellschaft der China Communications Construction Group (CCCG). Es ist spezialisiert auf Design, Herstellung, Montage, Inbetriebnahme, Versand im vollständig errichteten Zustand, After-Sales-Service und Entwicklung neuer Hafenmaschinenprodukte.
Zu den Hauptprodukten zählen Containerkrane (QCs), gummibereifte Portalkrane (RTGs = rubber tire gantry (cranes)), Schiffsbe- und -entlader für Schüttgut, Schaufelradstapler und Schwimmkrane, Technikschiffe und große Stahlbrückenkonstruktionen. ZPMC wurde an der Shanghai Stock Exchange für A-Aktien und B-Aktien notiert. Das Nettovermögen von ZPMC hat USD 450 Millionen erreicht.
Das Unternehmen, das seit 2009 unter dem Namen Shanghai Zhenhua Heavy Industries Company Limited firmiert, verkündete gegenüber der China Daily on Sunday, dass es für das Jahr 2010 erstmals in der 18-jährigen Firmengeschichte mit einem Verlust zwischen 650 Millionen Yuan (98,6 Millionen US-Dollar) und 750 Millionen Yuan erwarte.
Obwohl das Unternehmen bisher keinerlei Erfahrungen im Brückenbau hatte, war es maßgeblich am Bau der neuen Bay Bridge beteiligt, die die Bucht von San Francisco überspannt.
In Deutschland hat ZPMC seit 2015 eine Niederlassung in Hamburg. Zuvor gab es bereits seit 2004 ein Vertriebsbüro mit 12 Angestellten. ZPMC Germany ist für Produkt- und Ersatzteilvertrieb sowie Services im DACH-Wirtschaftsraum, Skandinavien, Osteuropa und Griechenland zuständig. Im Jahr 2015 betrug der Marktanteil beim Vertrieb von Containerbrücken etwa 75 Prozent am Welthandel. Der Jahresumsatz lag bei rund 1 Milliarde US-Dollar. Davon wurden rund 60 % in Europa erwirtschaftet. Zum Jahresabschluss 2019 betrug das Gesamtvermögen des Unternehmens umgerechnet rund 10,69 Milliarden US-Dollar.
Das Unternehmen erhielt bei einer Ausschreibung im August 2022 den Zuschlag für die Modernisierung des elektrischen Systems, der Gebäude sowie der Ausrüstung der Stationen Great Wall und Zhongshan in der Antarktis.